# Eiríkur í Vogsósum
Séra Eiríkur Magnússon í Vogsósum, född 1638, död 1716, var en isländsk präst och magiker (galdramästare). Han är känd i Islands legendflora för sina påstådda magiska bedrifter och sitt intresse för galdrar. Han ägde gården Vogsósar och var kyrkoherde i Strandarkirkja i Selvogur från 1677 till 1716. 
Séra Eiríkur figurerar som romankaraktär i de två första delarna av serien Häxmästaren av Margit Sandemo. 